# Edith Márquez
Edith Márquez Landa (Puebla, 27 de enero de 1970) es una cantante, compositora y actriz mexicana. En 1988, debutó de manera profesional en el mercado musical al integrarse a la popular banda de pop juvenil mexicana Timbiriche. Grabó tres álbumes de estudio con Timbiriche, permaneciendo en la agrupación hasta 1991.
En 1998, debutó como solista en el mercado musical con el lanzamiento de Frente a ti. El álbum alcanzó la certificación de disco de oro por más de 250 000 copias vendidas. En 2000, lanzó a la venta su segundo material discográfico titulado Caricias del cielo, seguido de ¿Quién te cantará? y Cuando grita la piel. Tras un cambio de compañía discográfica, en 2007, la cantante lanzó el álbum Memorias del corazón, en el que realizó algunos covers de populares canciones, algunas nunca antes grabadas por una mujer. El álbum es uno de los más exitosos de su carrera, logrando vender más de 270 000 mil copias. En 2008, lanzó el álbum Pasiones de cabaret, seguido de Duele.
Además de sus trabajos musicales en solitario, la cantante ha colaborado en otros proyectos, que incluyen álbumes grabados en directo, DVD, reality shows musicales, trabajos ocasionales como actriz en telenovelas y series de televisión y giras acompañada con otras cantantes. Márquez es considerada como La Reina de los Palenques de México, pues es la artistas con más presentaciones masivas en este tipo de recintos tan populares en México.

## Primeros años
Edith Márquez Landa nació en Puebla, Puebla, México el 27 de enero de 1973. Es hija de Mario Humberto Márquez Delgado y de Lilia Landa. Tiene una hermana de nombre Lilia. Desde muy pequeña, Edith mostró facultades vocales, destacándose por su peculiar timbre de voz. En su infancia participó en varios concursos infantiles. Más adelante se matriculó en el Centro de Educación Artística (CEA) de Televisa.

## Carrera musical

### Comienzos
Edith da sus primeros pasos en el espectáculo a principios de los años 1980 al participar en concursos televisivos de talento infantil como Juguemos a cantar[cita requerida]  y XE-TU[cita requerida], siendo conocida entonces con el nombre de Heidi. Más tarde, Edith formó parte del elenco estelar del exitoso sitcom mexicano Papá soltero, de Televisa, mismo que se mantuvo al aire en México con altos niveles de audiencia durante seis años.
Con el dinero obtenido por su participación en el concurso, Edith comienza a tomar clases de canto con la maestra Lily de Migueles. Un año después, Edith participa en la tercera edición del festival infantil Juguemos a cantar, patrocinado por Televisa, al lado de otros talentos infantiles (entre ellos la cantante Thalía). Utilizando el nombre artístico de Heidi, Edith logró ganar el primer lugar de dicha emisión interpretando el tema Las tres carabelas. Edith comienza a aparecer como invitada en varios programas musicales y en distintos festivales. Después de un año de estudios en el CEA, Edith, junto con otros compañeros de la institución, realiza una representación del musical Vaselina para los ejecutivos de la televisora. El talento de Edith llama la atención de los ejecutivos y es invitada a integrarse como suplente a la gira de la versión de Vaselina representada por el popular grupo musical infantil Timbiriche.[cita requerida]

### Con Timbiriche
Un año después de su ingreso a Papá soltero, Edith recibe una llamada de Mariana Garza, integrante de Timbiriche y con quien había trabado amistad en Vaselina. Mariana abandonaba la agrupación y había propuesto a Víctor Hugo O'Farrill, el mánager del grupo, que Edith fuera su suplente. El primer año en el grupo fue muy difícil para Edith, puesto que no lograba encajar en el ritmo de sus compañeros de grupo. Sin embargo, al cabo de un año, finalmente Edith logró ganarse el respeto y aprecio de sus compañeros. Con Timbiriche Edith graba los álbumes de estudio Timbiriche VIII y IX (1988) y Timbiriche 10 (1990), además del álbum recopilatorio sinfónico Los Clásicos de Timbiriche (1989).

### Como solista

#### 1998-2001: Primeros álbumes como solista
Edith Márquez lanza al mercado en 1998 su primera producción discográfica como solista titulada Frente a Ti, producida por Jorge Avendaño para la disquera Warner Music. Del disco se desprendieron éxitos como Mi error, mi fantasía; Mírame, Por hablarle de ti, Ya que voy a estar sin ti, los que lograron colocarse en los primeros lugares de popularidad por más de tres semanas. Por esta producción, se hizo merecedora de un doble disco de oro. Edith Márquez también compartió escenario y cantó a dueto con personalidades de la talla de Vicente Fernández y Armando Manzanero, con quién grabó el tema musical No.
Edith Márquez graba su segundo disco Caricias del Cielo en 1999. Los sencillos promocionales fueron Acostúmbrame al cielo, Esta vez y Nubes negras. La presentación del disco se llevó a cabo en el Teatro Metropólitan, siendo esta la primera vez que Edith se presentaba en dicho recinto, con una capacidad de más de 2,500 personas, logrando un lleno absoluto. Este disco logró un disco de oro en México. En febrero de 2001, Edith es invitada al Festival de Viña del Mar como parte del jurado, además de cantar dos temas de su primer disco, los cuales fueron un gran éxito en América del Sur.

#### 2002-2004:Extravíatey¿Quién te cantará?
Tras el éxito de sus dos primeras producciones, Edith empieza a grabar su tercera producción discográfica titulada Extravíate durante el mes de julio de 2001. El material fue grabado en el estudio 19 y estudio 201 en Ciudad de México y mezclado en el estudio Signature Sound San Diego California, bajo la producción de Jorge Avendaño Lührs. El disco sale a la venta el 16 de septiembre de este mismo año. El estilo musical del mismo mantiene un equilibrio entre la balada pop con el toque mexicano, incluyendo también dos rumbas que logran dar un gran balance a la producción. El primer sencillo promocional es Mi nombre, escrita por el compositor Guillermo Plata. En esta producción contó con la participación de Pepe Aguilar, con la producción del tema ¿Qué más?, escrito por el mismo Aguilar, Jesús Monarrez y Juan Manuel Pernas.
En 2002, Edith une su voz a la del cantante y también exintegrante de Timbiriche Benny Ibarra para interpretar el tema principal de la telenovela mexicana La otra. Para el año 2003, Edith une fuerzas con uno de los más grandes compositores de habla hispana, Juan Carlos Calderón, quién produce el disco denominado ¿Quién te cantará?, en el cual Edith interpreta los temas más afamados de este compositor con un estilo personal y nuevos arreglos del mismo autor.
Este álbum lograr alcanzar el disco de oro en menos de un mes de haber sido lanzado a la venta. Esta producción le permite a Edith pisar por segunda ocasión el Teatro Metropólitan de la Ciudad de México, logrando un lleno absoluto. En mayo de 2004, el concierto se retransmitió en el canal de televisión musical Ritmoson Latino. En 2005, el concierto salió a la vente en un DVD titulado Edith Márquez En Concierto desde el Teatro Metropólitan. El disco de tributo a Juan Carlos Calderón consiguió un disco de oro.

#### 2005-2007:Cuando grita la pielyMemorias del corazón
En 2005, Edith edita su quinta producción discográfica titulada Cuando Grita La Piel.  El disco gue grabado en la ciudad de Miami, Florida, bajo la producción del compositor y productor Kike Santander. El álbum da un giro completamente diferente al de los 4 discos anteriores de Edith, siendo el pop el género principal de esta producción. Cuando Grita La Piel es también el nombre del primer sencillo. En Estados Unidos el disco incluye un bonus track: De La Luna, tema promocional de la telenovela Peregrina. El disco le permite a Edith incorporarse al mercado latino de los Estados Unidos. Sin embargo, Edith decide terminar su relación laboral con Warner Music por la escasa promoción que la disquera le dio al disco.
En 2007, Edith regresa a los escenarios musicales de la amono de una nueva casa disquera (EMI Music) con un sexto disco de estudio titulado Memorias del Corazón, el cual marcaba su regreso a los escenarios, tras dos años de ausencia. El disco recopila temas que han sido éxitos en voces de otras artistas y que además, además de cuatro temas inéditos. Total, es el sencillo promocional (que fue un éxito en la década de los ochenta en voz de Vikki Carr). El disco logró el disco de platino, por las más de 120,000 copias vendidas. Debido al éxito de la anterior edición, salió a la venta una segunda edición del disco, la cual incluye dos temas nuevos, así como un DVD con material especial.

#### 2008-2010:Pasiones de CabaretyDuele
En 2008, Edith presenta su séptimo disco titulado Pasiones de Cabaret, una gran selección de 11 éxitos que han marcado diferentes momentos de la música, interpretadas en su propio estilo, en una atmósfera mágica a través de los arreglos y sonidos musicales que daban vida a los cabarets en Latinoamérica en su época de oro. Su primer sencillo es Veneno en la piel cover de un tema de Radio Futura. La presentación del disco se llevó a cabo el 6 de julio en el Teatro Metropólitan. A tan solo dos semanas de haber sido lanzado a la venta, el disco se colocó en segundo lugar entre los discos más vendidos de México. Edith se hizo acreedora de un disco de platino. El 17 de diciembre de 2008, salió a la venta la versión especial del disco, el cual incluye un CD y un DVD.
En ese mismo año, Edith regresa al mundo de la actuación con una participación especial en la telenovela mexicana Mañana es para siempre. Edith también es invitada para participar en el reality show musical de Televisa titulado El show de los sueños, donde alterna con figuras como Gloria Trevi, María José y Kalimba Marichal.
En 2009, salió a la venta el octavo disco de estudio de Edith titulado Duele, que contiene temas inéditos escritos por cantautores reconocidos como Natalia Jiménez y Gloria Trevi. El disco fue producido por Armando Ávila. El primer sencillo promocional es Me Voy. A menos de tres semanas de haber sido lanzado a la venta, el disco se ha posicionado en el cuarto lugar de ventas en México. El disco logró el disco de oro en México.

#### 2011-2012:Amar no es suficiente y MI sueño mi fantasía
En 2011, salió a la venta el noveno disco de estudio de Edith titulado Amar No Es Suficiente. El disco contiene temas inéditos escritos por cantautores reconocidos como Noel Schajris y Gian Marco. Además, Edith debuta como compositora con los temas Dejémoslo Así y Quisiera. El disco fue producido por Armando Ávila y el primer sencillo promocional fue No Te Preocupes Por Mi, el cual entró al Top 20 de éxitos radiales a nivel nacional en México. A menos de dos semanas de haber sido lanzado a la venta, el disco se posicionó en el tercer lugar de ventasen México. Poco después se le entregó certificación de disco de oro por superar la cifra de 30 000 copias vendidas en México.
En 2012, con la llegada de la nueva década, Edith presentó el álbum Amar no es suficiente, que llegó a disco de oro a un mes de su lanzamiento. Ese mismo año, la cantante realiza su primera presentación masiva en un recinto tan importante como el Auditorio Nacional. En 2012, Edith ofreció su primer concierto en el Auditorio Nacional. El concierto fue grabado en un material en vivo titulado Mi sueño, mi fantasía, que incluye en la versión sencilla dos CD y un DVD, mientras que la edición plús se compone de dos CD y un Blu-Ray. En el show Edith aparece acompañada por su excompañero de Timbiriche Erik Rubín y Pedro Fernández. El concierto fue transmitido por El Canal de las Estrellas de Televisa dentro del concepto México suena.

#### 2013-2017:EmocionesyEmociones II
En 2013 Edith regresa al mercado musical con el lanzamiento de Emociones, disco donde debuta en el género ranchero y que es lanzado bajo el sello discográfico Sony Music. El disco se compone de versiones rancheras de grandes éxitos de la música como La Camisa negra de Juanes o Burbujas de amor de Juan Luis Guerra, entre otros. Además, incluye los duetos Como tu mujer, con Marco Antonio Solís y La Retirada, con Vicente Fernández. El disco recibió un disco de oro por la venta de más de 30.000 unidades.
Ante el éxito de la producción anterior, Edith une fuerzas de nuevo con Armando Ávila para la realización del disco Emociones II. El disco sigue la línea del género ranchero del anterior disco, además de incluir temas del género banda y duetos con Cristian Castro y Julión Álvarez.
En 2017, Edith Márquez se une a la cantante Ana Bárbara para la exitosa gira conocida como Par de reinas. Además, en ese mismo año, se reencuentra en un concierto en Puebla con sus excompañeros de Timbiriche por su reencuentro de aniversario 35. En 2018, la cantante se une al proyecto musical GranDiosas, donde comparte escenario con las cantantes Rocío Banquells, Manoella Torres y Dulce.

#### 2018-presente:Contigo
En julio de 2018, Edith anuncia que pertenece a la disquera Bobo Records, que se encuentra en alianza con Universal Music Latin, en donde publicará su más reciente material inédito de balada pop. Además, participa como jurado en el programa "La Academia" de Televisión Azteca, compartiendo la mesa de críticos con Arturo López Gavito, Edwin Luna y Horacio Villalobos. El 15 de julio, en dicho programa, estrena el nuevo sencillo inédito titulado "Aunque sea en otra vida". En 2018, Edith Márquez comienza la grabación de su nuevo álbum a cargo del productor ganador del Grammy George Noriega y la compositora Mónica Vélez. El disco contiene el tema titulado "Cenizas", una coautoría entre su hijo Bastian, quien trabajó en la música y Kalimba en la letra. Además, incluye un tema de su autoría que se llama "Completamente Blindada".
El 16 de abril de 2020, participa en el sencillo benéfico «Resistiré México» junto a varios artistas.
Es representada a través del management de la compañía OCESA Seitrack.

## Carrera actoral y televisión
Luego de su participación en Vaselina, Edith continua buscando una oportunidad en el mundo del espectáculo. Edith acude a las audiciones para el sitcom Papá soltero, producido por Luis de Llano Macedo para Televisa y protagonizado por el actor e ídolo del Rock and roll mexicano César Costa. Sin embargo, la elegida para representar el papel de la hija de César en el programa es la actriz y cantante Lolita Cortés. Sin embargo, Cortés no termina de embonar en el proyecto, por lo que César Costa decide que sea Edith quién se quede en el proyecto para interpretar el personaje de Alejandra. Papá soltero se convirtió en un enorme éxito de la televisión mexicana, permaneciendo en el aire durante siete años. El programa finalmente fue cancelado en 1993. En 1994, Edith participa también en una adaptación cinematográfica del show titulada Me tengo que casar/Papá soltero.
Como actriz participa en las telenovelas Agujetas de color de rosa (1995), Sentimientos ajenos (1996) y El privilegio de amar (1998). En 2004 participó en la novela Amarte es mi pecado Como ella misma.
En 2008 es invitada por Rubén y Santiago Galindo a participar en el reality El show de los sueños producción de Televisa, donde alterna junto a artistas como Gloria Trevi y María José.
Fue jueza del reality show La Academia en 2018, participó como entrenadora en La voz de TV Azteca en 2021 donde fue ganadora con su participante.

## Estilo musical
Edith Márquez es considerada una mezzosoprano que se ha destacado por sus graves increíblemente bajos que logra alcanzar.[cita requerida]  Poseedora de un registro vocal de 2 octavas.[cita requerida]

## Vida privada
Después del final de Papá soltero, Edith contrae matrimonio con Alberto Sánchez, y se convierte en madre de dos hijos, el mayor Sebastián Sánchez Márquez, ha empezado su carrera artística con el nombre de Bastian, realizando la apertura de los conciertos en los que la estelar es Edith.

## Filmografía
Televisión
- 1987-1994: Papá soltero... - Alejandra Costa
- 1994-1995: Agujetas de color de rosa... - Edith
- 1995: Me tengo que casar/Papá soltero... - Alejandra Costa
- 1996-1997: Sentimientos ajenos... - Marcela
- 1997: Mujer, casos de la vida real... (1 episodio)
- 1998-1999: El privilegio de amar... - Luciana (joven)
- 2008: El show de los sueños: Sangre de mi sangre... - Participante
- 2009: Mañana es para siempre... - Julieta Sotomayor
- 2013: Nueva vida... - Episodio 4 "Ay amor"
- 2013: La voz México... - Asesora / Co-coach
- 2014: Premios TV y Novelas 2014... - Memorias
- 2014: Fiesta Mexicana 2014... - Conductora junto a Adal Ramones
- 2018: La Academia... - Juez
- 2021: La voz... - Entrenadora "Coach" ganadora

## Discografía
Como solista
Álbumes de estudio
- 1998: Frente a ti
- 2000: Caricias del cielo
- 2001: Extravíate
- 2003: ¿Quién te cantará?
- 2005: Cuando grita la piel
- 2007: Memorias del corazón
- 2008: Pasiones de cabaret
- 2009: Duele
- 2011: Amar no es suficiente
- 2012: Mi sueño mi fantasía
- 2013: Emociones
- 2016: Emociones II
- 2018: Contigo
- 2021: + Mexicana

Con Timbiriche
- 1988: Timbiriche VIII
- 1988: Timbiriche IX
- 1989: Los clásicos de Timbiriche
- 1990: Timbiriche 10

## Premios y nominaciones
| Año  | Premio       | Categoría        | Resultado | Ref              |
| ---- | ------------ | ---------------- | --------- | ---------------- |
| 2006 | Premios oye! | Solista Femenina | Nominada  | [cita requerida] |